# رزمغان
رَزمِغان روستایی در شمال شرق ایران، واقع در بخش مرکزی در جنوب شهرستان شیروان خراسان شمالی است.
مردم این روستا کرمانج هستند و به زبان کردی کرمانجی حرف می‌ زنند.
این روستای شهید پرور ١٢شهید دارد. 
نام مسجد این روستا صاحب الزمان است. 
دهیار روستا مهندس محسن قاسمی هستند.
از محصولات این روستا میتوان به انگور،گردو،بادام وزعفران...اشاره کرد.عمده ترین محصول این روستا انگور است.
این روستا تاریخی دیرین و کهن دارد.سلطان محمد خوارزمشاه در سفر خود به این منطقه به باغات انگور رزمغان اشاره کرده است.
نام این روستا ابتدا رزمگاه بوده و بعدها به رزمغاه و سپس رزمغان تغییر یافته است.
از فامیلیهای اصیل و قدیمی روستا میشود به اصغرزاده،فرهادی،باقرزاده،چراغی(پرتوی)،محمودی،سلیمانی،دادوند،موید،براتی نژاد،پیرزاده،صاحب نسق،قاسمی و ...اشاره کرد.
یکی از کوه های بزرگ منطقه در رزمقان واقع شده که نام این کوه تپه گجه است.

## جمعیت
روستای رزمغان، در دهستان گلیان است و جمعیت آن بر اساس سرشماری مرکز آمار ایران در سال ۱۳۸۵، بالغ بر ۹۴۹ نفر (۲۳۷ خانوار) بوده‌ است.

## زلزله
در سال ۱۳۰۷ خورشیدی زمین لرزه ای در این منطقه حادث شد که حدود ۱۰ کشته به جا گذاشت.